# Syntetyczne anionofory
Syntetyczne anionofory – syntetyczne organiczne związki chemiczne, będące jonoforami zdolnymi do transportu anionów przez lipofilową błonę, rozdzielającą dwie fazy wodne, poprzez tworzenie z anionami kompleksów supramolekularnych.
Najprostszą modelową lipofilową błoną do badań transportu anionów jest umieszczana w U-rurce (ang. U-tube) sekwencja: woda-rozpuszczalnik organiczny (najczęściej chloroform)-woda, tzw. błona ciekła (ang. bulk membrane). Bardziej złożoną i zbliżoną do błony biologicznej jest błona zbudowana z dwuwarstwy lipidowej. Do badań właściwości transportujących nowych syntetycznych transporterów anionów najczęściej są wykorzystywane sztuczne liposomy. Wspomagany syntetycznymi związkami transport anionów przez błonę lipofilową może zachodzić według mechanizmów uniportu, symportu lub antyportu i odbywać się za pomocą:
- nośników transbłonowych (z ang. carriers)

- kanałów, które dzielą się na:
  - kanały monomeryczne
  - samoorganizujące się kanały supramolekularne

Nośnikami transbłonowymi są zwykle pojedyncze cząsteczki, które nie są wystarczająco duże, aby stworzyć pory w błonie ani nie agregują z utworzeniem kanału. Wiążą się one odwracalnie z anionami po jednej strony błony, dyfundując przez cienką warstwę lipofilową jako kompleksy anion-nośnik, a następnie uwalniają aniony po drugiej stronie błony. Dlatego, paradoksalnie, dobry transporter anionów nie musi być silnie wiążącym receptorem – receptory, które zbyt silnie oddziałują z anionami, mogą zbyt wolno je wypuszczać po przejściu przez błonę i z tego względu nie wykazywać zdolności transportujących lub wykazywać je w bardzo niewielkim stopniu. Z kolei kanały monomeryczne są na tyle duże, że „rozciągają się” w błonie tworząc hydrofilowy tunel, przez który aniony mogą dyfundować samodzielnie. Samoorganizujące się kanały są podobne do kanałów monomerycznych, ale jak sama nazwa wskazuje, do stworzenia takiej struktury dynamicznej wymagana jest samoorganizacja dwóch lub więcej podjednostek.
Pojedynczy kanał może przetransportować jony nawet o trzy rzędy wielkości szybciej, niż mobilny przenośnik. Wynika to głównie z faktu, że przenośniki są ograniczone szybkością dyfuzji transbłonowej. Z drugiej strony, po uwzględnieniu masy molowej przewaga kanałów wyraźnie maleje. Niskocząsteczkowe anionofory są również dużo łatwiejsze do zaprojektowania oraz syntezy.

## Budowa syntetycznych anionoforów
Cząsteczki transporterów anionów muszą posiadać specyficzną budowę. Wewnętrzna część takiej cząsteczki powinna być hydrofilowa, zawierać atomy pierwiastków o wysokiej elektroujemności (np. tlenu, azotu lub siarki). Obecna we wnętrzu cząsteczki hydrofilowa wnęka jest zdolna do tworzenia kompleksu supramolekularnego z badanym anionem. Cykliczność, struktura helikalna transportera, rozmiar wnęki, liczba donorów wiązań wodorowych oraz ich preorganizacja mają zasadniczy wpływ na rodzaj anionów, jakie mogą być skompleksowane, czyli zasadniczo na selektywność procesu.
Część zewnętrzną cząsteczki anionoforu stanowią najczęściej grupy niepolarne, dlatego jest ona hydrofobowa. Niepolarny charakter zewnętrznej części transportera nadaje cząsteczce charakter lipofilowy, dzięki czemu mogą utrzymywać się w warstwie lipidowej.

## Przykłady syntetycznych anionoforów

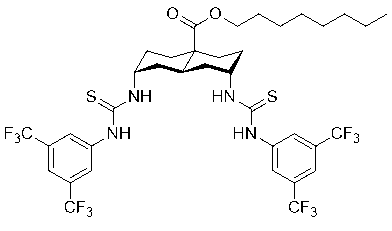
Przykład transportera jonów chlorkowych o dużej aktywności

Większość jednocząsteczkowych syntetycznych transporterów anionów chlorkowych posiada w swojej budowie ugrupowania mocznikowe lub tiomocznikowe, znane od dawna jako grupy mocno wiążące Cl-. Zauważono również, że transportery tiomocznikowe wykazują lepsze właściwości od ich mocznikowych analogów. Przykładem takich sztucznych anionoforów jest związek na bazie trans-dekaliny. Szkielet transportera zapewnia dobrą preorganizację donorów wiązań wodorowych oraz wysoką lipofilowość tego transportera. Transport chlorków przez dwuwarstwę lipidową w 200 nm liposomach zaobserwowano nawet w obecności (średnio) jednej cząsteczki anionofora na pojedynczy LUV (ang. large unilamellar vesicle) - syntetyczny liposom, stosowany w badaniach transportu anionów przez dwuwarstwę lipidową za pomocą syntetycznych transporterów. Co więcej, szybkość tego procesu wynosiła 850 Cl-/s przy gradiencie stężenia 25 mM, co pozwalało na przetransportowanie jonów chlorkowych w ciągu kilku minut. Uwzględniając różnicę w wielkości, aktywność takich anionoforów jest porównywalna z tą przejawianą przez naturalnego białka transportujące.

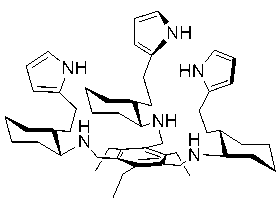
Transporter chlorków o właściwościach przeciwbakteryjnych

Inny transporter anionów chlorkowych otrzymany w zespołach Gale’a i Sesslera, wykazywał duży wpływ na zahamowanie rozwoju gram-dodatnich bakterii Staphylococcus aureus. Badania transportu anionów przez dwuwarstwy lipidowe liposomów przeprowadzono za pomocą elektrody jonoselektywnej. W obecności tego transportera minimalne stężenie hamujące rozwój S. aureus wynosiło zaledwie 4,69 µg/ml. Warto również zaznaczyć, że bakterie te są odporne na metycylinę (MRSA, z ang. Methicyllin-resistant Staphylococcus aureus). Oznacza to brak wrażliwości na wszystkie antybiotyki z grupy β-laktamów (penicyliny, karbapenemy, cefalosporyny itd.). Dlatego takie syntetyczne transportery w przyszłości mogą odgrywać ważną rolę w projektowaniu nowych antybiotyków.

## Pomiar transportu anionów
W celu pomiaru transportu anionów przez dwuwarstwę lipidową zawierającą anionofory stosowane są dwa podejścia: analiza migracji jonów z pęcherzyków lipidowych oraz pomiary przewodnictwa elektrycznego przez błonę lipidową:
Pęcherzyki lipidowe
Techniką tą bada się transport anionów z/do pęcherzyków lipidowych, w których błonie znajdują się anionofory. Pęcherzyki takie, zawierające roztwory z komponentami rozpuszczalnymi w wodzie (są nimi np. badane jony i wskaźniki, zwykle fluorescencyjne), wytwarza się różnymi technikami wykorzystując zawiesiny lipidów w fazie wodnej. Następnie komponenty rozpuszczone w wodzie usuwa się np. przez dializę i zastępuje składnikami właściwymi dla danej techniki. W obecności anionoforów w warstwie lipidowej pęcherzyków następuje wyrównanie gradientu stężeń, a pojawienie się lub zanik anionów wewnątrz pęcherzyka ujawniany jest przez obecny tam wskaźnik czuły na ich obecność. Przykładem tego typu wskaźnika jest lucygenina, której fluorescencja wygaszana jest w obecności polaryzowalnych anionów, np. chlorkowych, Cl−
. Zmianę stężenia jonów można wykrywać także za pomocą elektrod jonoselektywnych, gdyż jony uwięzione w pęcherzykach są niewidoczne dla elektrody i wykrywane są dopiero po przeniknięciu do otaczającego je roztworu.
Metoda konduktometryczna
Metoda polega na pomiarze zmian przewodnictwa elektrycznego spowodowanych przez migrację jonów przez anionofory. Naczynie z elektrolitem rozdziela się przegrodą z niewielkim otworem, o średnicy rzędu 100 μm (w zależności od urządzenia może wynosić ona 50–250 μm), który zamyka się dwuwarstwą lipidową. Wykonuje się ją pokrywając otwór roztworem lipidu w węglowodorze, zazwyczaj dekanie. Węglowodór i nadmiar lipidu dyfundują stopniowo do fazy wodnej pozostawiając ostatecznie dwuwarstwę lipidową. Ponieważ dwuwarstwa taka, w przeciwieństwie do wyjściowego roztworu, nie odbija światła, po jej powstaniu otwór staje się czarny. Anionofory mogą być wprowadzone bezpośrednio do wyjściowego roztworu lipidu lub do fazy wodnej, skąd migrują do membrany. Proces transportu anionów obserwuje się poprzez zmianę konduktancji obu roztworów za pomocą elektrod chlorosrebrowych.